# Gilbert Emery
Gilbert Emery Bensley Pottle (* 11. Juni 1875 in Naples, New York; † 28. Oktober 1945 in Los Angeles, Kalifornien) war ein US-amerikanischer Schauspieler, Autor und Lyriker.

## Leben und Karriere
Gilbert Emery wurde als Sohn von William L. Pottle und Hariette G. Gilbert in New York geboren, verbrachte seine Kindheit allerdings in England. Später kehrte er wieder in die Vereinigten Staaten zurück und absolvierte 1899 seinen Abschluss am renommierten Amherst College. Nach einigen Jahren als Zeitungsredakteur begann Emery seine Laufbahn beim Theater, wo er in verschiedenen Funktionen als Schauspieler, Autor und Regisseur wirkte und über viele Jahre zwischen England und den Vereinigten Staaten pendelte. Er begann ebenfalls eine hoffnungsvolle Laufbahn als Lyriker und Schriftsteller von Kurzgeschichten, welche er allerdings später beiseitelegte und Theaterstücke schrieb. So war Emery unter anderem Autor des Dramas The Hero, welches im Jahre 1921 mit Blanche Friderici und Grant Mitchell am Broadway uraufgeführt wurde. Bei der Komödie Love in a Mist mit Sidney Blackmer und Frieda Inescort war Emery nicht nur als Autor, sondern auch als Regisseur der Broadway-Aufführung tätig. Allerdings hatte Emery während der 1920er Jahre auch Auftritte als Schauspieler in anderen, nicht von ihm geschriebenen Stücken. Insgesamt wurden fünf Werke von Emery zwischen 1923 und 1946 verfilmt.
Im Ersten Weltkrieg war Emery als Sanitäter tätig und Mitglied der Pariser Friedenskonferenz 1919.
1921 absolvierte Emery sein Filmdebüt in der Stummfilm-Komödie Cousin Kate, wo er die männliche Hauptrolle verkörperte. Jedoch drehte er nur noch einen weiteren Stummfilm. Mit Beginn des Tonfilmes kam Emery Ende der 1920er Jahre nach Hollywood, wo er in seinem dritten Film Behind That Curtain eine größere Rolle als Aristokrat Sir Frederick Bruce hatte. Den überwiegenden Teil seines weiteren Lebens verbrachte der hochgewachsene, schwarzhaarige Charakterdarsteller in Hollywood; abgesehen von einem Ausflug an den Broadway für drei Stücke zwischen 1932 und 1933. In seinen Filmen war Emery meistens auf Nebenrollen ehrwürdig-aristokratischer Natur festgelegt, häufig als Brite. Zu seinen bekannteren Filmauftritten gehörten der pfeiferauchende Polizeichef aus dem Horrorfilm Draculas Tochter (1936) sowie Mae Wests Manager in Goin’ to Town (1935). Zu den historischen Figuren, welche Emery in seiner Filmkarriere verkörperte, gehörte Thomas Jefferson in The Loves of Edgar Allan Poe aus dem Jahre 1942. Bis in sein Todesjahr spielte er in über 80 Filmen, zusätzlich war er bei einigen Filmen wie Mata Hari mit Greta Garbo auch als Dialogautor tätig.

## Filmografie (Auswahl)
- 1921: Cousin Kate
- 1929: Behind That Curtain
- 1930: Jenny Lind
- 1930: Let Us Be Gay
- 1930: Wiegenlied (Sarah and Son)
- 1931: Mata Hari (als Drehbuchautor)
- 1931: Ladies’ Man
- 1932: In einem anderen Land (A Farewell to Arms)
- 1934: Die Rothschilds (The House of Rothschilds)
- 1934: Treffpunkt: Paris! (Now and Forever)
- 1935: Kampf um Indien (Clive of India)
- 1935: Magnificent Obsession
- 1935: Peter Ibbetson
- 1935: Goin’ to Town
- 1935: Leise kommt das Glück zu Dir (Let’s Live Tonight)
- 1935: Cardinal Richelieu
- 1936: Draculas Tochter (Dracula’s Daughter)
- 1936: Der kleine Lord (Little Lord Fauntleroy)
- 1936: Wem gehört die Stadt? (Bullets or Ballots)
- 1936: Seine Sekretärin (Wife vs. Secretary)
- 1937: Schiffbruch der Seelen (Souls at Sea)
- 1937: Das Leben des Emile Zola (The Life of Emile Zola)
- 1938: Lord Jeff
- 1938: Storm Over Bengal
- 1939: The Saint Strikes Back
- 1939: Juarez Szenen geschnitten
- 1938: Der Freibeuter von Louisiana (The Buccaneer)
- 1940: Ihr erster Mann (Waterloo Bridge)
- 1940: Ein Mann mit Phantasie (A Dispatch from Reuters)
- 1940: The House of the Seven Gables
- 1941: Gefährliche Liebe (Rage in Heaven)
- 1941: Die Unvollendete (New Wine)
- 1941: Die Frau mit der Narbe (A Woman’s Face)
- 1941: Adam hatte vier Söhne (Adam Had Four Sons)
- 1941: Lord Nelsons letzte Liebe (That Hamilton Woman)
- 1941: Waffenschmuggler von Kenya (Sundown)
- 1942: The Loves of Edgar Allan Poe
- 1943: Verhängnisvolle Reise (Sherlock Holmes in Washington)
- 1944: The Return of the Vampire
- 1944: Zwischen zwei Welten (Between Two Worlds)
- 1945: The Brighton Strangler